# اچ‌ام‌اس لدبوری (ال۹۰)
اچ‌ام‌اس لدبوری (ال۹۰) (به انگلیسی: HMS Ledbury (L90)) یک کشتی بود که طول آن ۸۵٫۳ متر (۲۸۰ فوت) بود. این کشتی در سال ۱۹۴۱ ساخته شد.